# Araneus ventricosellus
Araneus ventricosellus är en spindelart som först beskrevs av Roewer 1942.  Araneus ventricosellus ingår i släktet Araneus och familjen hjulspindlar. Inga underarter finns listade i Catalogue of Life.